# 氫氣管線輸送

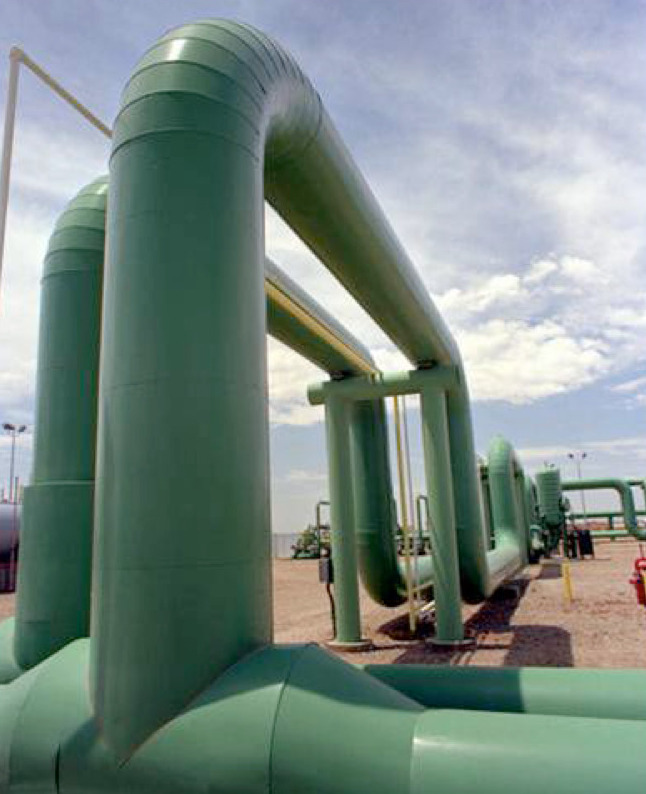
氫氣管線

氫氣管線輸送（英語：hydrogen pipeline transport）是以管線輸送氫氣，屬於氫氣基礎設施的一環。

## 管線
氫氣管線的主要問題是氢脆及腐蝕。氫原子有一個活性電子，有時反應會類似卤素。因此，氫氣管線需要可以抗蝕。而且氫氣很容易進入大部份金屬的晶體結構中，因此問題更加複雜。若是壓力可以到7,000 psi（48 MPa）的製程中金屬管，比較建議用不鏽鋼管，硬度最大到80HRB。
也可以考慮選用复合材料，例如：
- 碳纖（英语：carbon fiber）結構加上玻璃钢塗層。
- 全氟烷氧基（英语：perfluoroalkoxy）（PFA、MFA）
- 聚四氟乙烯（PTFE）
- 乙烯丙烯氟化物（英语：fluorinated ethylene propylene） (FEP) .
- 碳纖維強化聚合物（FRP）

纖維強化塑膠管路（或FRP管路）以及強化熱塑性塑料管路也是目前研究的主題。